# كريستيان فينيسي
كريستيان فينيسي (بالرومانية: Cristian Fenici) مواليد 13 فبراير 1986 في تيميشوارا، هو لاعب كرة يد روماني يلعب كوسط مدافع. يلعب حاليا مع بوليتخنيكا تيميشوارا. مثل منتخب رومانيا لكرة اليد.